# Le Zitelle
Santa Maria della Presentazione, vanligen benämnd Le Zitelle, är en kyrkobyggnad i Venedig, helgad åt Jungfru Marie frambärande i templet. Kyrkan, som är belägen på ön Giudecca, ritades av Andrea Palladio. I anslutning till kyrkan låg tidigare ett kloster för fattiga flickor utan hemgift; zitella betyder ungmö.
Fasaden har korintiska pilastrar och kröns av ett tympanon. Bakom denna reser sig en kupol med lanternin.
Interiören hyser verk av Antonio Vassilacchi, Francesco Bassano och Palma il Giovane.